# Victoria (2015)
Victoria is een Duitse film uit 2015 onder regie van Sebastian Schipper. De film ging in première op 7 februari op het Internationaal filmfestival van Berlijn 2015 in de competitie voor de Gouden en Zilveren Beer.

## Verhaal
Victoria is een jonge Spaanse vrouw die zich beweegt in de Berlijnse dansscène. Buiten een club ontmoet ze vier vrienden die zichzelf voorstellen als Sonne, Boxer, Blinker en Fuß. Sonne en Victoria kunnen het goed met elkaar vinden en samen glippen ze weg uit de groep. Dat is echter zonder de anderen gerekend, die hen terughalen. Boxer moet nog een schuld vereffenen na een dubieuze deal en omdat Fuß te dronken is, overtuigen ze Victoria om zijn plaats in te nemen als chauffeur. Wat begon als een spel krijgt plots dodelijke gevaarlijke gevolgen.

## Rolverdeling
| Acteur           | Personage    |
| ---------------- | ------------ |
| Laia Costa       | Victoria     |
| Frederick Lau    | Sonne        |
| Franz Rogowski   | Boxer        |
| Burak Yigit      | Blinker      |
| Max Mauff        | Fuß          |
| André Hennicke   | Andi         |
| Anna Lena Klenke | Jonge moeder |
| Elke Schulz      | Barkeeper    |

## Productie
De film werd op de vroege ochtend van 27 april 2014 in één ongemonteerde take opgenomen in Berlijn tussen ongeveer half vijf en zeven uur. Binnen het budget waren drie pogingen voorzien. De regisseur vond de eerste poging te voorzichtig, de tweede te gek en de derde was precies goed.

## Prijzen en nominaties
| jaar | prijs                                   | categorie                                       | genomineerde(n)        | uitslag     |
| ---- | --------------------------------------- | ----------------------------------------------- | ---------------------- | ----------- |
| 2015 | Internationaal filmfestival van Berlijn | Zilveren Beer voor de beste artistieke bijdrage | Sturla Brandth Grøvlen | Gewonnen    |
| 2015 | 28e Europese Filmprijzen                | Beste film                                      | Beste film             | Genomineerd |
| 2015 | 28e Europese Filmprijzen                | Beste regie                                     | Sebastian Schipper     | Genomineerd |
| 2015 | 28e Europese Filmprijzen                | Beste actrice                                   | Laia Costa             | Genomineerd |
| 2015 | 28e Europese Filmprijzen                | Publieksprijs                                   | Publieksprijs          | Genomineerd |